# Tracks II. The Lost Albums
Tracks II, indicato anche come The Lost Albums, è una raccolta del cantautore statunitense Bruce Springsteen pubblicata nel 2025 dalla Columbia Records in un cofanetto di 7 CD che raccoglie 83 brani, per lo più inediti, che ripercorrono la carriera di Springsteen a partire dagli anni ottanta.
Il cofanetto raccoglie quelli che vengono definiti gli "album perduti" di Springsteen, cioè opere che il cantautore aveva registrato, e che erano in alcuni casi in fase avanzata di produzione, per essere pubblicate su disco, ma che, per vari motivi, non furono mai distribuite al pubblico. A ognuno degli album contenuti nel box set è stato attribuito un titolo significativo che indica il contesto in cui le canzoni furono composte e registrate.
Il titolo fa riferimento a Tracks, il cofanetto di 66 tracce, anch'esse per lo più inedite, pubblicato nel 1998 che ripercorre la carriere di Springsteen dagli esordi fino alla fine degli anni novanta.

## Contenuto

### LA Garage Sessions '83
Il primo album del cofanetto contiene alcuni provini casalinghi realizzati da Springsteen nel suo studio privato sulle Hollywood Hills di Los Angeles nell'inverno del 1983 prima della fase finale delle registrazioni dell'album Born in the U.S.A.. Springsteen realizzò i provini, da solo, senza la E Street Band, sul modello di quanto fatto in precedenza per le tracce acustiche poi incluse nell'album Nebraska del 1982. La maggior parte dei brani furono scartati e non contribuirono a comporre la scaletta di Born in the U.S.A., pubblicato nel giugno del 1984, salvo My Hometown. Alcuni brani apparvero in versione definitiva come lato B di alcuni singoli e altri, in una versione diversa registrata successivamente con il gruppo, nella raccolta Tracks del 1998.

#### Tracce
Testi e musiche di Bruce Springsteen.
1. Follow That Dream – 3:53 (Fred Wise, Ben Weisman)
2. Don't Back Down on Our Love – 3:01
3. Little Girl Like You – 1:22
4. Johnny Bye Bye – 2:48 (Chuck Berry, Bruce Springsteen)
5. Sugarland – 2:50
6. Seven Tears – 1:51
7. Fugitive's Dream – 1:51
8. Black Mountain Ballad – 4:14
9. Jim Deer – 3:09
10. County Fair – 4:55
11. My Hometown – 4:44
12. One Love – 3:38
13. Don't Back Down – 3:09
14. Richfield Whistle – 6:45
15. The Klansman – 2:50
16. Unsatisfied Heart – 5:45
17. Shut Out the Light – 4:27
18. Fugitive's Dream (Ballad) – 4:00

### Streets of Philadelphia Sessions
Nel 1993, dopo la fine della tournée con la cosiddetta "Other Band", su richiesta del regista Jonathan Demme, Springsteen compose una canzone per la colonna sonora del film Philadelphia. Intitolata Streets of Philadelphia, la canzone, pubblicata come singolo, ebbe un grande successo di pubblico e contribuì a rilanciare la carriera di Springsteen dopo qualche anno di appannamento creativo, aggiudicandosi l'Oscar alla migliore canzone e quattro Grammy Award. Il cantautore, accompagnato dal suo fonico di fiducia Toby Scott, registrò il brano utilizzando strumentazioni elettroniche con loop e drum machine.

#### Tracce
Testi e musiche di Bruce Springsteen.
1. Blind Spot – 3:35
2. Maybe I Don't Know You – 3:56
3. Something inthe Well – 4:24
4. Waiting on the End of the World – 4:35
5. The Little Things – 3:26
6. We Fell Down – 4:31
7. One Beautiful Morning – 4:26
8. Between Heaven and Earth – 4:33
9. Secret Garden – 4:00
10. The Farewell Party – 4:09

### Faithless

#### Tracce
Testi e musiche di Bruce Springsteen.
1. The Desert (Instrumental) – 1:36
2. Where You Going, Where You From – 4:19
3. Faithless – 3:51
4. All God's Children – 4:27
5. A Prayer by the River (Instrumental) – 1:46
6. God Sent You – 3:47
7. Goin' to California – 3:49
8. The Western Sea (Instrumental) – 1:19
9. My Master's Hand – 4:06
10. Let Me Ride – 2:58
11. My Master's Hand (Theme) – 3:27

### Somewhere North of Nashville

#### Tracce
Testi e musiche di Bruce Springsteen.
1. Repo Man – 2:55
2. Tiger Rose – 1:57
3. Poor Side of Town – 3:06
4. Delivery Man – 2:44
5. Under a Big Sky – 4:23
6. Detail Man – 2:48
7. Silver Mountain – 3:06
8. Janey Don't You Lose Heart – 3:30
9. You're Gonna Miss Me When I'm Gone – 2:59
10. Stand on It – 3:11
11. Blue Highway – 3:18
12. Somewhere North of Nashville – 3:04

### Inyo

#### Tracce
Testi e musiche di Bruce Springsteen.
1. Inyo – 4:36
2. Indian Town – 3:18
3. Adelita – 4:37
4. The Aztec Dance – 4:45
5. The Lost Charro – 4:47
6. Our Lady of Monroe – 3:57
7. El Jardinero (Upon the Death of Ramona) – 5:14
8. One False Move – 3:24
9. Ciudad Juarez – 3:57
10. When I Build My Beautiful House – 3:02

### Twilight Hours

#### Tracce
Testi e musiche di Bruce Springsteen.
1. Sunday Love – 5:16
2. Late in the Evening – 4:44
3. Two of Us – 5:10
4. Lonely Town – 6:38
5. September Kisses – 3:32
6. Twilight Hours – 3:23
7. I'll Stand by You – 4:37
8. High Sierra – 6:25
9. Sunliner – 3:05
10. Another You – 5:19
11. Dinner at Eight – 4:09
12. Follow the Sun – 3:36

### Perfect World

#### Tracce
Testi e musiche di Bruce Springsteen.
1. I'm not Sleeping – 3:37
2. Idiot's Delight – 3:34
3. Another Thin Line – 4:46
4. The Great Depression – 3:47
5. Blind Man – 4:30
6. Rain in the River – 3:12
7. If I Could Only Be Your Lover – 5:21
8. Cutting Knife – 5:03
9. You Lifted Me Up – 3:37
10. Perfect World – 3:37